# Rio Bezerra (vattendrag i Brasilien, lat -13,26, long -47,39)
Rio Bezerra är ett vattendrag i Brasilien. Det ligger i den centrala delen av landet, 290 km norr om huvudstaden Brasília.
Omgivningarna runt Rio Bezerra är huvudsakligen savann. Trakten runt Rio Bezerra är nära nog obefolkad, med mindre än två invånare per kvadratkilometer.